# Haplopediasia
Haplopediasia là một chi bướm đêm thuộc họ Crambidae.